# Penhasco de Panga

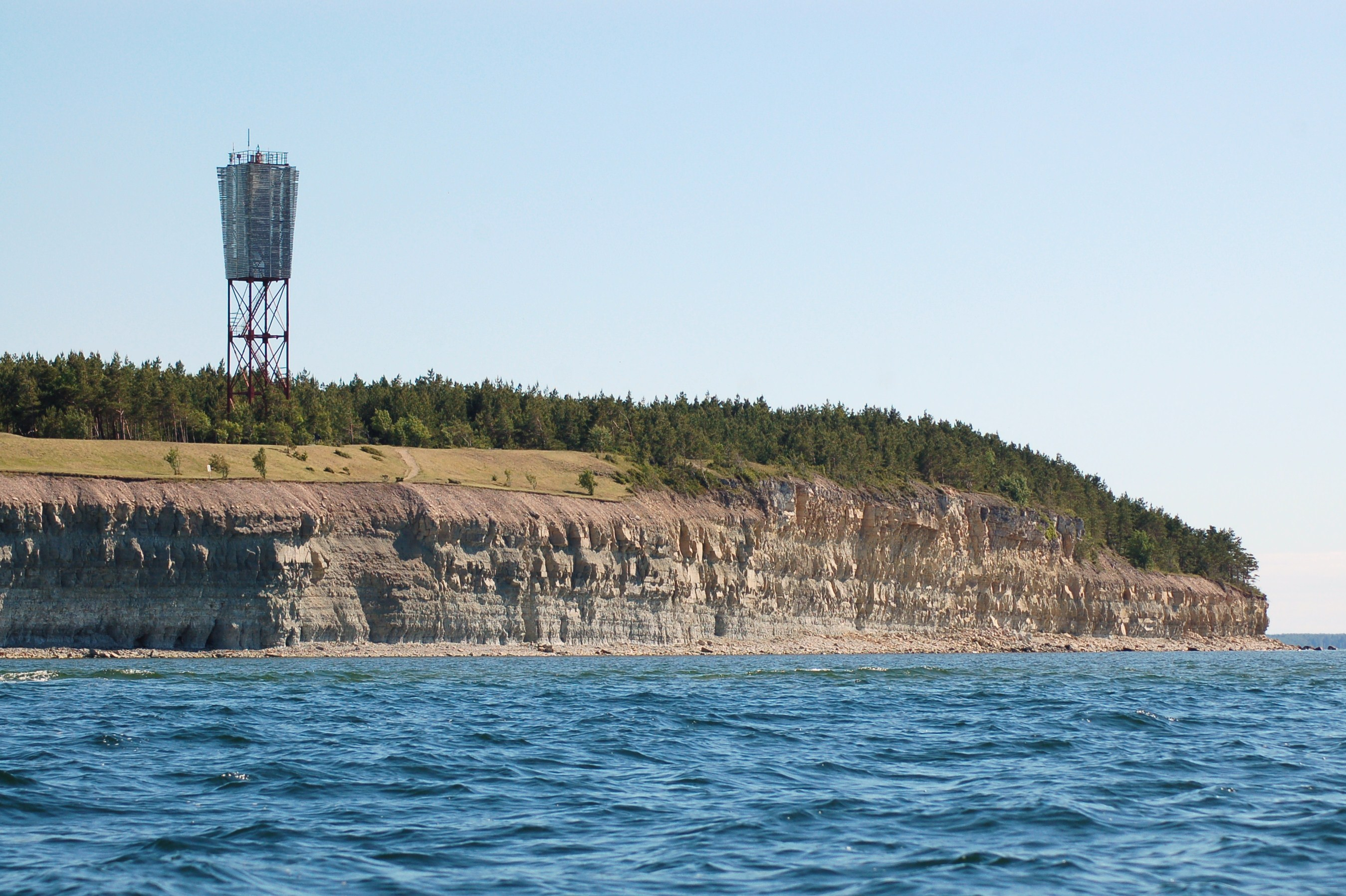
Penhasco de Panga visto do mar

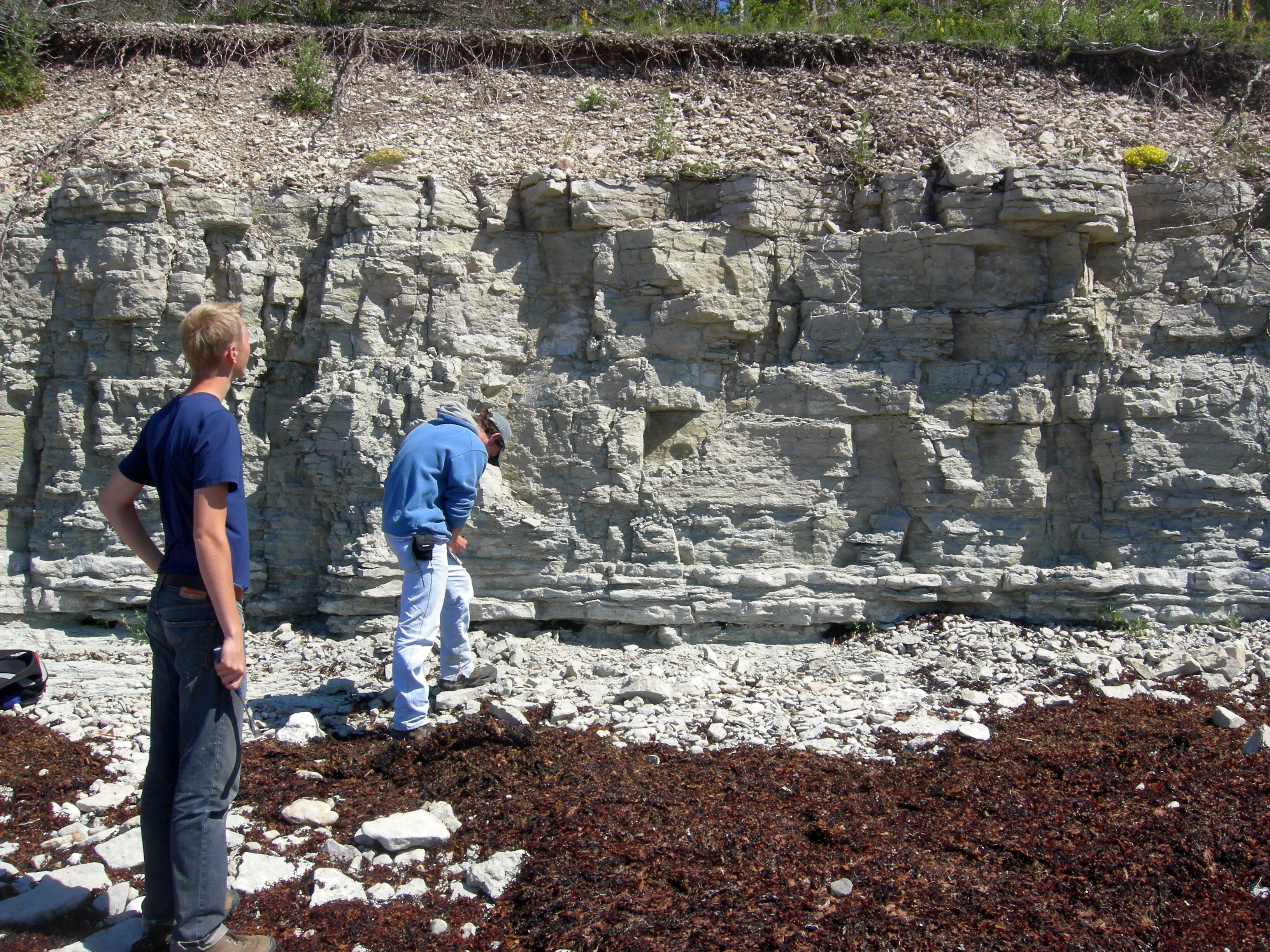
Geólogos a estudar a Formação Jaani (Siluriano, Wenlock) no Penhasco de Panga, Estónia.

O Penhasco de Panga (em estoniano:  Panga pank) (também Penhasco de Mustjala) é um penhasco costeiro localizado na costa norte de Saaremaa, no final da estrada de Kuressaare-Võhma, perto da aldeia de Panga. É o mais alto dos penhascos de Saaremaa e Muhu, atingindo uma altura de 20 m (66 ft). Todo o penhasco tem aproximadamente 2,5 km de comprimento.